# Raúl Pérez Cubero
Raúl Pérez-Fogón Cubero, conegut artísticament com a Raúl Pérez Cubero (Madrid, 1934) és un director de fotografia espanyol, guanyador d'un Goya a la millor fotografia. Va començar en el cinema a mitjans dels anys 1960, i va rebre el seu primer premi el 1969, el Premi del Sindicat Nacional de l'Espectacle, pel seu treball a La celestina i Johny Ratón. Durant els darrers anys del franquisme va treballar a moltes pel·lícules protagonitzades per Alfredo Landa com Cateto a babor o ¡Vente a Alemania, Pepe! i després principalment amb pel·lícules de Mariano Ozores o Vicente Escrivá, així com moltes del gènere destape i alguns episodis de sèries de televisió com Cuentos y leyendas o Las pícaras (1983). Després d'un temps d'inactivitat, va començar a treballar amb José Luis Garci, i gràcies al seu treball a El abuelo fou nominat per primer cop al Goya a la millor fotografia. Pel seu treball a You're the one (una historia de entonces) el 2001 va guanyar el Goya a la millor fotografia, així com la Medalla del Cercle d'Escriptors Cinematogràfics a la millor fotografia i l'Os de Plata al Festival Internacional de Cinema de Berlín. El 2002 fou tornat a ser nominat al Goya per Historia de un beso, amb la que va tornar a guanyar la Medalla del CEC a la millor fotografia. Tornaria a ser nominat als Goya per Tiovivo c. 1950 el 2004 i Ninette el 2005.

## Filmografia
- La celestina (1969)
- Johny Ratón (1969)
- Cateto a babor (1970)
- ¡Vente a Alemania, Pepe! (1971)
- Aunque la hormona se vista de seda... (1971)
- Lo verde empieza en los Pirineos (1973)
- Una abuelita de antes de la guerra (1975)
- Zorrita Martínez (1975)
- La lozana andaluza (1976)
- Marcada por los hombres (1977)
- El último guateque (1978)
- El virgo de Visanteta (1979)
- Senza buccia (1979)
- Es peligroso casarse a los 60 (1980)
- La moglie in bianco... l'amante al pepe (1981)
- La herida luminosa (1997)
- El abuelo (1998)
- You're the one (una historia de entonces) (2000)
- Historia de un beso (2002)
- Hotel Danubio (2003)
- Planta 4ª
- Tiovivo c. 1950 (2004)
- Ninette (2005)